# Matuanus bicolor
Matuanus bicolor är en insektsart som beskrevs av Robillard 2008. Matuanus bicolor ingår i släktet Matuanus och familjen syrsor. Inga underarter finns listade i Catalogue of Life.